# 侯伍杰
侯伍杰（1945年9月4日—），男，汉族，山西盂县人，中华人民共和国政治人物，曾任中共山西省委副书记、中共山西省委常委兼中共太原市委书记等职，后因受贿罪而入狱。

## 生平
1995年，盛传侯伍杰刚上任省委宣传部部长时在北京嫖娼时被北京警方抓住，由此直到1997年，他才当选为山西省委常委，曾经是当时全国唯一的非省委常委担任的省委宣传部长。2000年，由时任山西省委书记的田成平提拔他担任了山西省委常委兼太原市委书记。
2001年12月，李满林因涉嫌组织、领导黑社会性质组织罪被刑事拘留后被判处死刑，其临死前供出了警察局局长邵建伟。邵建伟随即被捕，之后供出曾经在同年向侯伍杰行贿。2004年12月9日，武警边防部队紧急出动，侯伍杰在率团出国考察登机前最后一刻被拦下。
北京市第二中级人民法院2006年9月18日依法以受贿罪判处侯伍杰有期徒刑十一年。侯伍杰坦白交代了于2000年9月至11月期间，三次收受美元10万元和价值港币5万余元的百达菲利手表一块，共计88万余元，并退出了全部赃款、赃物。2013年初，侯伍杰释放出狱。